# Олд Итонианс
Клуб футбола ассоциации «Олд Ито́нианс» (англ. Old Etonians Association Football Club) — английская футбольная команда, за которую выступают выпускники Итонского колледжа в Итоне, Беркшир. Двукратный обладатель Кубка Англии.

## История
Клуб был основан лордом Киннэрдом в 1871 году. В 1882 году стал последним любительским клубом, выигравшим Кубок Англии, обыграв в финале «Блэкберн Роверс». В 1883 году «Олд Итонианс» вновь вышел в финал Кубка Англии, но проиграл другому клубу из Блэкберна, «Блэкберн Олимпик».
В общей сложности клуб выходил в финал Кубка Англии 6 раз с 1875 по 1883 годы, одержав две победы. Футболисты «Олд Итонианс» также вызывались в национальную сборную Англии, включая трёх игроков клуба в матче между Англией и Уэльсом в 1879 году.
В настоящее время «Олд Итонианс» выступает в Любительском футбольном альянсе, а также в Артурианской лиге (в последней играет три команды «Олд Итонианс»). Первая команда «Олд Итонианс» дважды выигрывала Премьер-дивизион Артурианской лиги.

## Достижения
Кубок Англии
- Победители Кубка Англии (2): 1879, 1882
- Финалисты Кубка Англии: 1875, 1876, 1881, 1883

Артурианская лига
- Чемпионы Премьер-дивизиона (2): 1992/93, 2004/05
- Чемпионы Дивизиона один: 1985/86
- Чемпионы Дивизиона два (вторая команда): 1992/93, 1997/98, 1999/2000, 2003/04
- Чемпионы Дивизиона три (третья команда): 1995/96, 2004/05
- Чемпионы Дивизиона четыре (четвёртая команда): 1989/90, 1993/94

Кубок Артура Данна
- Победители Кубка Артура Данна (2): 2004/05, 2009/10

## Игроки сборной Англии
Несколько игроков «Олд Итонианс» выступали за национальную сборную Англии.
Восемь студентов «Олд Итонианс» сыграли за сборную Англии, будучи игроками клуба (в скобках указано количество матчей за сборную Англии в период пребывания в «Олд Итонианс»):
- Руперт Андерсон (1 матч)
- Линдзи Бери (1 матч)
- Эдуард Кристиан (1 матч)
- Артур Данн (2 матча)
- Гарри Гудхарт (3 матча)
- Роберт Канклифф Гослинг (5 матчей)
- Джон Хотри (2 матча)
- Герберт Уитфелд (1 матч)

Андерсон, Бери и Уитфилд сыграли вместе в одном матче, который прошёл 18 января 1879 года. Это была игра между сборными Англии и Уэльса. Уитфилд забил гол за англичан и помог своей команде обыграть валлийцев со счётом 2:1.
Прочие игроки «Олд Итонианс», вызывавшиеся в сборную Англии уже после ухода из клуба:
- Александер Бонсор
- Перси де Паравичини
- Альфред Литтлон
- Реджиналд Маколи
- Катберт Оттауэй
- Джон Фредерик Пил Ролинсон

Основатель «Олд Итонианс», лорд Киннэрд, провёл один матч за сборную Шотландии в 1873 году (это был второй матч национальных сборных в истории футбола).